# 142-й навчальний центр ССО (Україна)
142 навчально-тренувальний центр імені генерал-хорунжого Всеволода Змієнка (142 НЦ, в/ч А2772) — навчально-тренувальний центр Сил спеціальних операцій Збройних Сил України.

## Історія
14 травня 2016 року відбувся перший випуск 29 інструкторів навчально-тренувального центру Сил спеціальних операцій кваліфікаційного курсу в рамках програми Об'єднаної багатонаціональної групи (США, Литва, Латвія, Естонія).
15 листопада 2016 року в Хмельницькому відбувся випуск 35 інструкторів навчально-тренувального центру Сил спеціальних операцій Збройних Сил України. Інструктори Сил спеціальних операцій навчалися в рамках кваліфікаційного курсу, який тривав 6 місяців, відповідно до програми Об'єднаної багатонаціональної групи (США, Литва, Латвія, Естонія) з підготовки — «Україна» (JMTG-U).
Урочисте відкриття центру відбулося 6 грудня 2016 року за участю Президента України, який вручив бойове знамено. Під час відкриття було зазначено, що 58 інструкторів центру пройшли кваліфікаційні курси під керівництвом інструкторів країн партнерів з НАТО. Крім того, до складу Центру увійшли високопрофесійні бійці, які отримали бойовий досвід в ході проведення АТО, з яких понад 30 були відзначені державними та відомчими нагородами.
Від 18 липня 2017 року навчальний центр ССО планово перейшов на нову систему харчування за типом «шведського столу».
29 липня 2017 року Міністр оборони України повідомив про збільшення фінансування сил спеціальних операцій, зокрема додаткові кошти планується направити на розбудову навчального центру.
4-9 червня 2018 року на базі центру проходили змагання на кращого фахівця з тактичної медицини Сил спеціальних операцій.
У вересні 2018 року до центру на випробування надійшли полегшені бронежилети й нові балістичні шоломи від UaRms, НВП «Темп-3000» та «ДІСІ».
На базі центру планується створення навчального комплексу з підземними інженерними комунікаціями для підготовки спецпризначенців. Новий навчальний комплекс буде використовуватися для практичного відпрацювання тактики дій, стрілецької та спеціальної підготовки бійців ССО в умовах обмеженого простору.
24 серпня 2022 року навчальний центр відзначений почесною відзнакою «За мужність та відвагу».
27 липня 2024 року, відповідно Указу Президента України, 142 навчально-тренувальному центру Сил спеціальних операцій Збройних Сил України присвоєно почесне найменування «імені генерал-хорунжого Всеволода Змієнка».